# Ixcatla, Veracruz
Ixcatla är en ort i Mexiko.   Den ligger i kommunen Ixhuatlán del Café och delstaten Veracruz, i den sydöstra delen av landet, 240 km öster om huvudstaden Mexico City. Ixcatla ligger 1 067 meter över havet och antalet invånare är 1 137.
Terrängen runt Ixcatla är huvudsakligen kuperad, men österut är den bergig. Runt Ixcatla är det ganska tätbefolkat, med 139 invånare per kvadratkilometer. Närmaste större samhälle är Huatusco de Chicuellar, 9,6 km nordväst om Ixcatla. I omgivningarna runt Ixcatla växer i huvudsak städsegrön lövskog.